# Hvolsvöllur
Hvolsvöllur is een jong, klein stadje met ca. 770 inwoners in het zuiden van IJsland op ongeveer 106 kilometer afstand van de hoofdstad Reykjavík. Het eerste woonhuis werd pas in 1932 gebouwd. Nadat de grote rivieren in de buurt overbrugd waren kreeg Hvolsvöllur de kans om te groeien. De belangrijkste bronnen van bestaan zijn lichte industrie, handel en service centrum voor de omgeving. De ringweg loopt dwars door Hvolsvöllur waardoor de stad zeer gemakkelijk met de auto en openbaar vervoer te bereiken is. Niet zo ver van Hvolsvöllur ligt Þórsmörk, een mooie vallei met veel groen aan de voet van de gletsjer Mýrdalsjökull. Vanuit Hvolsvöllur worden ook bustochten georganiseerd langs belangrijke plaatsen uit de Njáls saga, een van de bekendste IJslandse saga's. Er is ook een tentoonstellingsruimte over de vikingperiode en de Njáls saga in het Saga Centre.
Het plaatsje is het verzorgingscentrum van de streek. De 770 inwoners werken dan ook voornamelijk in de handel en dienstensector.

## Bezienswaardigheden
- Saga Centre, is een klein museum